# Brombachtal
Brombachtal este o comună din landul Hessa, Germania.